# Triumviri coloniae deducendae
Triumviri coloniae deducendae eren uns magistrats extraordinaris de l'antiga Roma nomenats per dirigir la creació d'una colònia.
Com que havien de supervisar la distribució de terres a la nova colònia, eren anomenats també Triumviri coloniae deducendae agroque dividundo o més breument Triumviri agro dividundo i també Triumviri agro dando. El nombre de tres era l'habitual, però es troben colònies amb cinc, set, deu, quinze o vint, segons determinés la llei de creació de la colònia.